# Schwarzkinn-Zwergbuntbarsch
Der Schwarzkinn-Zwergbuntbarsch (Apistogramma allpahuayo) ist eine Art aus der Familie der Buntbarsche (Cichlidae).

## Verbreitung
Der Schwarzkinn-Zwergbuntbarsch lebt in kleinen Waldbächen im Schutzgebiet Reserva Nacional Allpahuayo Mishana in Loreto, Peru, im Einzugsgebiet des Río Nanay etwa 30 Kilometer südwestlich von Iquitos.

## Merkmale
Das Männchen kann eine Größe bis etwa 8 cm erreichen, das Weibchen wird etwa halb so groß. Zusätzlich erkennt man Männchen an den längeren After- und Rückenflossen. Die Männchen zeichnen sich durch die verlängerten ersten Strahlen der ausgezogenen Rückenflosse und die leicht ausgezogenen Spitzen der Schwanzflosse aus. Sie ähneln damit stark dem Kakadu-Zwergbuntbarsch, zu dessen Gruppe sie gezählt werden. Beide Geschlechter zeigen unter den wulstigen Lippen einen schwarzen Kinnstreifen, der den Tieren ihren deutschen Namen verleiht.

## Farbformen
Der Schwarzkinn-Zwergbuntbarsch kommt in zwei Farbvarianten vor: Männchen mit gelber Zeichnung oder Männchen mit blauer Zeichnung unterhalb der braunschwarzen Seitenlinie.

## Verhalten und Fortpflanzung
Schwarzkinn-Zwergbuntbarsche sind polygam. Im Revier eines Männchens können mehrere Weibchen leben. Die Weibchen sind höhlenbrütend und legen etwa 50 bis 60 Eier. Während der Balz- und Brutzeit haben die Weibchen eine intensive gelbe Färbung mit schwarzen Brustflossen, schwarzen ersten Strahlen der Rückenflosse und entweder einer durchgezogenen schwarze Seitenlinie oder einem schwarzen Punkt auf der Seitenlinie. Das Männchen verteidigt das Brutrevier und beteiligt sich mitunter an der Brutpflege.

## Aquaristik
Der Schwarzkinn-Zwergbuntbarsch lebt in Schwarzwasser, deshalb empfiehlt sich weiches und saures Wasser. Gefressen wird hauptsächlich Lebendfutter. Unter diesen Verhältnissen lässt sich dieser Zwergbuntbarsch leicht züchten.

## Besonderheiten
Peter Pretor konnte beobachten, dass es bei dieser Art zu einer Geschlechtsumwandlung kommen kann.